# 威奈大村
威奈 大村（いな の おおむら）は、飛鳥時代の貴族。氏は猪名とも書き、姓（カバネ）は真人。威奈鏡公（鏡王）の三男。官位は正五位下・越後守。

## 経歴
『続日本紀』では猪名真人大村、『威奈真人大村骨蔵器』に刻まれた墓誌には威奈真人大村と記される。以下に記す事績のうち、『続日本紀』に記されるのは御装副官と越後守の任官の二つだけである。その他は墓誌によるが、墓誌には御装副と越後守の任官が書かれていない。
墓誌によれば、威奈大村は天智天皇元年（662年）に威奈鏡公の第三子として生まれる。
天武天皇の14年（685年）か翌朱鳥元年（686年）に冠位四十八階制の務広肆となる。藤原宮に移ってから、勤広肆・少納言に叙任された。さらに直広肆に進み、大宝元年（701年）大宝律令に基づく位階制のもとで従五位下に叙せられ、侍従を兼ねた。大宝3年（703年）に行われた持統天皇の葬儀に際して、御装長官の穂積親王を輔佐する3人の副官の1人に任ぜられる。なお、他の2人は従四位下・広瀬王と正五位下の石川宮麻呂であった。大宝4年（704年）正月に従五位上に昇叙され、翌慶雲2年（705年）には左少弁を兼ねた。
同年11月16日に大村は越後城司に任命された。『続日本紀』によれば翌慶雲3年（706年）閏正月に越後守に任官している。越後城・越後城司は大村の墓誌にしか現れない城柵で、越後守と同じ官職、あるいは越後守の下僚にあたる官職か、学説が分かれる。3か月しか違わない任命時期の解釈も、一方を誤りとする説と、任命日と赴任日のずれと解する説、越後城司から越後守への昇進とする説がある。これ以前にも越後守の補任は行われていると考えられるが、名前が知られる中では大村が最初の越後守・越後国司である。
当時の越後国は後のものより範囲が狭く、新潟県本州部の東半分にあたり、蝦夷の領域と境を接する国境地帯であった。墓誌では、越後城司としての大村の統治を仁政を敷いたものと称え、軍事的な功績は記さない。慶雲4年（707年）2月に正五位下に進むが、同年4月24日に任地の越後で卒去した。享年46。最終官位は越後守正五位下。遺骨は大和国に持ち帰られ、同年11月に同国葛下郡山君里狛井山崗（現在の奈良県香芝市穴虫字馬場）に帰葬された。

### 威奈真人大村骨蔵器
| 墓誌拓本（文末） |  | 墓誌拓本（文頭） |
| 墓誌拓本（文末） |  | 墓誌拓本（文頭） |

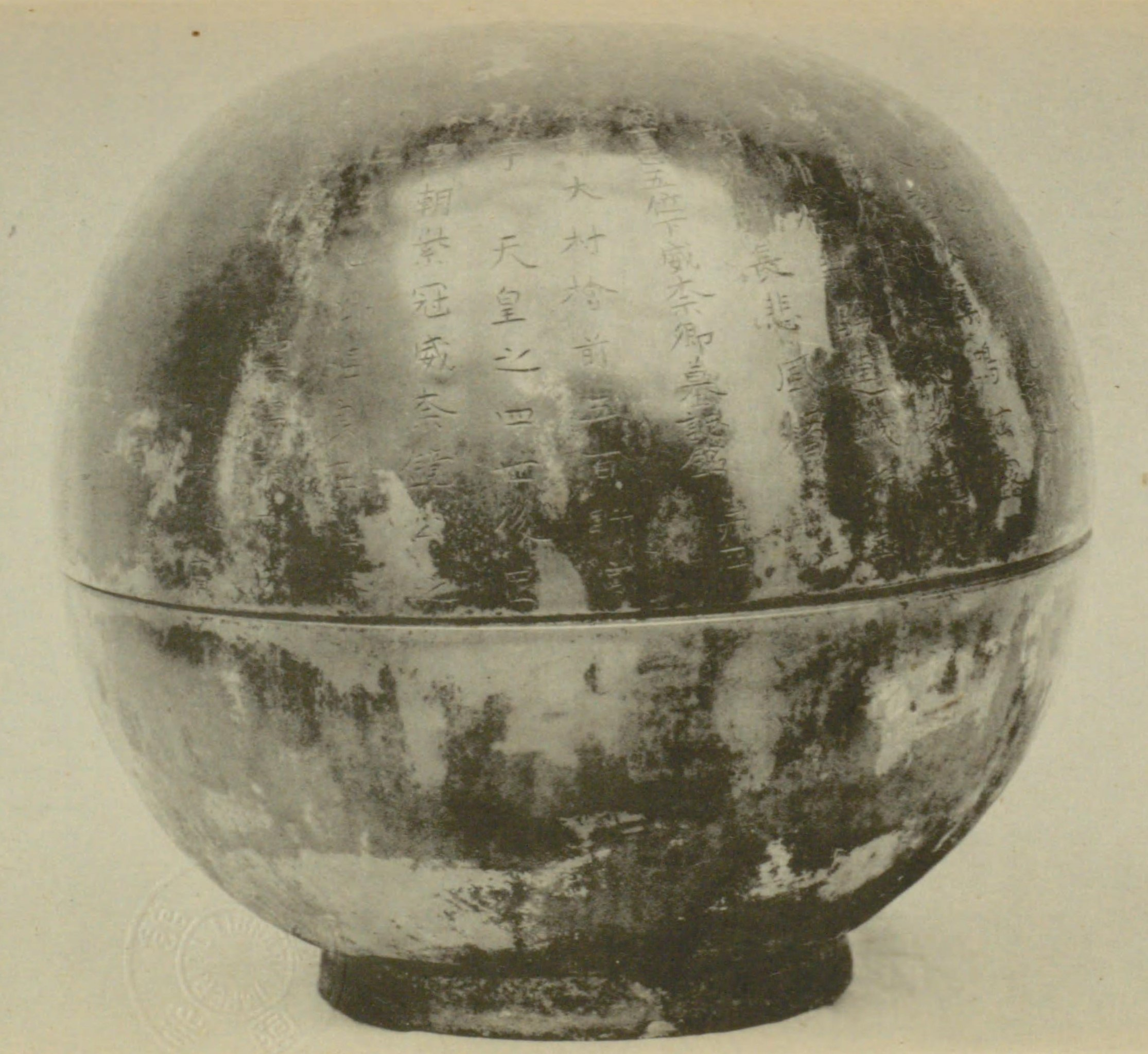
金銅威奈真人大村骨蔵器（国宝、四天王寺所蔵）

威奈大村の骨蔵器（骨壺）は、江戸時代の明和年間に葛下郡馬場村の西にあった「穴虫山」から開墾中の農民によって掘り出されたと伝わる。発掘時、骨蔵器は大甕を伏せた下から見つかり、中には火葬骨が込められた円形漆器が入っていたとされる。発掘した農民は当初、骨蔵器を純金製と考えて所持していたが、やがて銅製とわかったため地元の安遊寺へ寄進し、遺骨入りの漆器は、同人が浄土真宗を信仰していたことから大谷本廟へ納めたという。
地元の人々は骨蔵器の墓誌を判読できなかったが、布教のため同地を訪れていた僧の義端がその価値を見出して『威奈卿銅槃墓誌銘考』を著し、また彼の友人で連絡を受けた木村蒹葭堂も同品を取り寄せ直接調査して『威奈大村墓誌銅器来由私記』を執筆し、さらに秋里籬島の『大和名所図会』や松平定信の『集古十種』でも墓誌が紹介されるに至った。その後、四天王寺の僧・諦順が大村の遺骨と骨蔵器を再び一緒にしようと尽力したが果たせず、骨蔵器は同寺の所蔵となって現在に至る一方、大谷本廟へ移された遺骨入りの漆器は所在不明となった。骨蔵器は明治42年（1909年）4月5日に「銅壺（威奈真人大村卿骨壺）」の名称で古社寺保存法に基づく国宝（旧国宝、現在の重要文化財）に指定され、文化財保護法施行後の昭和30年（1955年）2月2日には「金銅威奈大村骨蔵器」の名称で国宝（新国宝）に指定された。
骨蔵器の出土地は二上山麓にあり、大阪府側からは船氏王後墓誌、高屋枚人墓誌および紀吉継墓誌が発見された他にも火葬墓や骨蔵器などが出土しており、同地帯は7世紀から8世紀には、官人の公葬地として使用されていたと考えられる。しかし、大村の骨蔵器が直接出土した穴虫山の正確な位置についてはすでに江戸時代当時から不明瞭となっており、義端は道場山のことではないかと推測しているが、現在地元で「御坊山」と俗称される場所がそれに該当しうるとの見解が出されている。
鋳銅製の球形骨蔵器は、総高24.2cm・径24.4cm、表面を轆轤仕上げで整形した上に鍍金し、中央やや下寄りの位置で蓋と身を合わせ、底部に高台を鋲留めする。球形骨蔵器は、他に佐賀県出土と伝わるもの（無銘）が知られる。地金の厚さは約1 - 3mmで、高台周辺に向かうほど薄くなる。蓋表には題を含め391字の漢文体の墓誌を10字39行で放射状に陰刻する。墓誌の撰者および筆者は不詳だが、内容は大村の出自より始まり、その性格、経歴や没年月日、葬地を並べた後、『論語』などからの引用と流麗な修辞でもって彼の人物と業績を称え、その死を悼む文句で締め括られる。刻字もまた優れた小楷で当時の書風を代表するものであり、直接調査を行った木村蒹葭堂も書道の手本とするべく明和7年（1770年）に墓誌を模刻している。全文は以下の通り。

## 系譜
- 父：威奈鏡公（鏡王）
- 母：不詳
- 生母不明の子女
  - 男子：為奈由岐麻呂[15]
  - 男子：為奈清枝[15]
  - 男子：為奈熊足[15]
  - 男子：為奈夏野[15]
  - 男子：為奈冬足[15]